# 林秉宥
林秉宥（1983年12月17日—），中華民國政治人物，東吳大學政治系、淡江大學法學碩士，現為新北市議員。於2022年投入年中華民國地方公職人員選舉，參加新北市新莊區市議員選舉。

## 政治生涯
林秉宥長期關注台灣國防議題，碩士論文以《解放軍發展與我國不對稱防禦之研究》為題。在2023年7月因在美國實彈測試並且公開批評台灣國軍製造配發的防彈背心抗彈板抗性不足，成為全國知名的地方議員。於2024年4月實彈測試台灣國軍製造配發的戰術頭盔，認為同樣防護力不佳。

## 選舉紀錄
| 年度 | 選舉屆數             | 選舉區           | 所屬政黨   | 得票數 | 得票率 | 當選標記 | 備註  |
| ---- | -------------------- | ---------------- | ---------- | ------ | ------ | -------- | ----- |
| 2022 | 第四屆新北市議員選舉 | 新北市第三選舉區 | 民主進步黨 | 19,685 | 10.79% |          | [ 6 ] |